# Manuel Ontañón
Manuel Ontañón y Valiente (Madrid, 4 de diciembre de 1891 – ibídem, 19 de mayo de 1960) fue un profesor y científico español ligado a la Institución Libre de Enseñanza. Manuel fue el hijo pequeño de José Ontañón Arias y marido de María Sánchez Arbós, maestra y cronista de la educación en la Segunda República, y padres a su vez de la arquitecta María Juana y de los profesores Elvira y José Manuel Ontañón.

## Biografía
Manuel, benjamín de Teófila Valiente y José Ontañón, gestor y profesor de la ILE, inició su educación en la Institución en el curso 1896-1897, siguiendo a sus hermanos mayores Juana y Esteban, y donde uno de los profesores que más llegarían a influirle fue Romualdo Lozano Cuevas, incorporado al claustro institucionista en 1905, tras haber vivido quince años como investigador en Sudáfrica. Lozano sería decisivo en su determinación de licenciarse luego en Ciencias Físicas.
En ese periodo juvenil acompañó a su hermano Esteban, joven topógrafo del Instituto Geográfico, en muchas de sus campañas de campo, en especial las realizadas en el Maestrazgo. Ejerciendo como maestro en el Instituto-Escuela, allí conoció a María Sánchez Arbós con la que se casaría en 1920, y a la que a partir de ese momento seguiría allí donde fuera destinada, renunciando en varias ocasiones a su propia vida profesional.
Entre 1920 y 1925, el matrimonio se trasladó a La Laguna (Tenerife), donde María ganó plaza de profesora en la Escuela Normal y él dio clases de Física y Química en el Instituto. Entre 1926 y 1928 el matrimonio vivió y trabajó en Huesca, ella en la Escuela Normal de esa capital aragonesa, y él desarrollando una serie de trabajos sobre hidráulica aplicada en los Riegos del Alto Aragón, y que constituiría el eje de su vida profesional, llegando a ocupar un puesto en la Secretaría Técnica del Canal de Isabel II.
Conseguida plaza de maestra en el colegio Menéndez Pelayo de Madrid, la familia se traslada a la capital de España, donde bajo la dirección de Blas Cabrera, Manuel realiza su doctorado sobre los efectos de las corrientes eléctricas inducidas. En Madrid, la Junta para Ampliación de Estudios le ofrece una beca en la Universidad de Praga, que Manuel rechazaría, decidido a no separarse de su familia. Finalmente, Manuel ingresa en la Secretaría Técnica del Canal de Isabel II y da clases de Física y Química en el Instituto San Isidro, mientras María es designada directora del Grupo Escolar Francisco Giner.
En julio de 1936, el estallido de la guerra civil española le sorprendió en San Vicente de la Barquera, donde Manuel estaba al frente de una colonia escolar de verano –siguiendo el modelo de las Colonias Escolares– para los hijos de empleados del Canal de Isabel II. Logró que alumnos y profesores, a través de Francia, pudieran regresar a Madrid, que seguía fiel a la República. Asimismo, y también a través de Francia, meses después llegaría a conseguir recuperar a sus tres hijos mayores, «sorprendidos por el levantamiento militar» en la finca que la familia de Manuel Bartolomé Cossío tenía en San Victorio (Bergondo, La Coruña), y gracias a la gestión del en aquel momento  embajador en Londres, Pablo Azcárate, condiscípulo y amigo de la ILE. Trasladada la familia a Valencia en 1938, en plena contienda, Ontañón, en colaboración con José Navarro Alcácer, desarrolló en el Laboratorio de Metalografía valenciano una serie de «investigaciones para caracterizar metales y materiales cristalinos» mediante la difracción por rayos X.

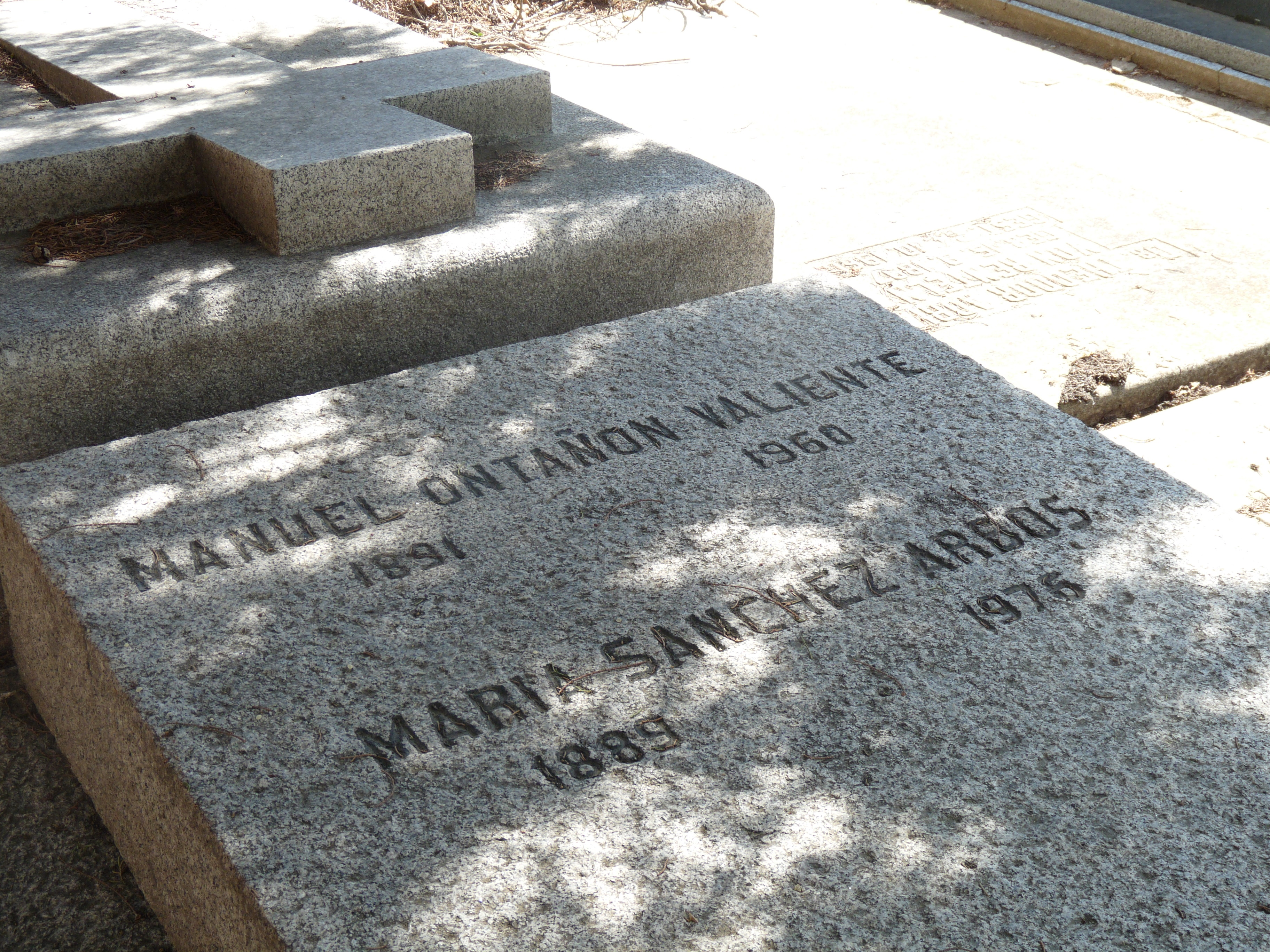
Tumba de Manuel Ontañón y María Sánchez Arbós en el cementerio civil de Madrid

Derrotada la República, María y Manuel fueron detenidos y juzgados dentro del proceso de depuración franquista del magisterio español. En 1941, después de ser juzgada por un tribunal militar, María fue expulsada del cuerpo de maestras y no fue rehabilitada hasta 1952. Manuel, «perseguido, detenido, procesado y cesado en su cargo» en el Canal, recurrió a su dominio de las principales lenguas del campo científico y sus conocimientos de Hidráulica que «le permitieron desarrollar su actividad profesional en empresas consultoras y en editoriales técnicas».
En 1950, con la creación del Laboratorio de Puertos de la Escuela Técnica Superior de Ingenieros de Caminos, Canales y Puertos, Ontañon dedicó los diez últimos años de su vida al canal experimental de oleaje de dicho laboratorio.
Falleció víctima de un paro cardíaco a los 68 años de edad.